# Dan Drinan
Dan Drinan (Indianápolis, 4 de julho de 1960) é um ex-automobilista norte-americano.

## Carreira
Ex-mecânico da equipe Newman-Haas e piloto de midgets, Drinan ganhou de presente da sua ex-equipe um Lola-Chevrolet de 1990 e, com ele, tentou se classificar para as 500 Milhas de Indianápolis em 1992, porém teve sua inscrição barrada.
Em 1996, agora pela recém-criada Indy Racing League, pegou o mesmo carro e não conseguiu a classificação para a etapa de Phoenix, pela equipe Blueprint Racing. A segunda tentativa de Drinan em conseguir uma vaga no grid da Indy 500 foi com outra equipe que disputou apenas a primeira temporada da IRL (Loop Hole Racing, da qual também era dono), também com o Lola-Chevrolet de 1990, e Drinan, além de não conseguir a classificação, sofreu um grave acidente nos treinos, batendo o carro ainda na primeira volta rápida.
Já em 2000, Drinan, aos 39 anos e agora com um Dallara-Infiniti, tentou novamente a classificação, inscrevendo-se pela tradicional equipe Hemelgarn, entretanto, colecionou um novo fracasso e novamente bateu o carro. Depois disso, encerrou a carreira nos monopostos.